# Кубок Верди
Кубок Ве́рди (порт. Copa Verde de Futebol), дословно переводится как Зелёный кубок — один из трёх клубных национальных кубковых турниров, наряду с Кубком Бразилии и Кубком Нордесте. Разыгрывается между футбольными клубами Северного региона, Центрально-западного региона (кроме штата Гояс) и Эспириту-Санту. Обладатель Кубка Верди в 2014 и 2015 годах получал место в Южноамериканском кубке на будущий год, потом — в 3-м раунде Кубка Бразилии того же года.

## История
Через год после возвращения к розыгрышу Кубка Нордесте Бразильская конфедерация футбола создала новый региональный турнир, Зелёный кубок, в котором участвуют 16 команд из 11 штатов. Название турнир получил в честь зелёных тропических лесов Амазонии, в значительной мере покрывающих территорию этих штатов.
В 2014 году чемпионом первого розыгрыша этого турнира стала столичная команда «Бразилиа», вылетевшая ещё в сезоне 2013 из Серии D и выступавшая на тот момент только в чемпионате своего штата. Таким образом, «Бразилиа» в 2015 году стала одним из восьми бразильских клубов, принявших участие во втором раунде Южноамериканского кубка.

## Система розыгрыша
В кубке принимают участие 16 клубов, сумевшие отобраться по результатам чемпионатов своих штатов. Команды стартуют в турнире со стадии 1/8 финала. Розыгрыш кубка проходит по Олимпийской системе в двухматчевом поединке вплоть до финала.

## Количество команд по штатам
| Число команд | Федерация            | Способ отбора                        |
| ------------ | -------------------- | ------------------------------------ |
| 3            | FPF (Пара)           | 1-я, 2-я и 3-я команды Лиги Параэнсе |
| 2            | FAF (Амазонас)       | 1-я, и 2-я команды Лиги Амазоненсе   |
| 2            | FBF (ФО Бразилиа)    | 1-я и 2-я команды Лиги Бразильенсе   |
| 2            | FMF (Мату-Гросу)     | 1-я и 2-я команды Лиги Мату-Гросенсе |
| 1            | FFEA (Акри)          | 1-я команда Лиги Акриано             |
| 1            | FES (Эспириту-Санту) | 1-я команда Лиги Капишаба            |
| 1            | FAF (Амапа)          | 1-я команда Лиги Амапаэнсе           |
| 1            | FFMS (Мараньян)      | 1-я команда Лиги Сул-Мату-Гросенсе   |
| 1            | FFER (Рондония)      | 1-я команда Лиги Рондониэнсе         |
| 1            | FRF (Рорайма)        | 1-я команда Лиги Рорайменсе          |
| 1            | FTF (Токантинс)      | 1-я команда Лиги Токантиненсе        |

## Титулы

### По клубам
| Клуб                | Победы         | 2-е место            | 3-е место | 4-е место      |
| ------------------- | -------------- | -------------------- | --------- | -------------- |
| Пайсанду            | 2 (2016, 2018) | 3 (2014, 2017, 2019) | 1 (2015)  | 0              |
| Куяба               | 2 (2015, 2019) | 0                    | 0         | 0              |
| Луверденсе          | 1 (2017)       | 0                    | 1 (2018)  | 1 (2015)       |
| Бразилиа            | 1 (2014)       | 0                    | 0         | 0              |
| Клуб Ремо           | 0              | 1 (2015)             | 1 (2016)  | 2 (2014, 2019) |
| Гама                | 0              | 1 (2016)             | 0         | 0              |
| Атлетико Итапемирин | 0              | 1 (2018)             | 0         | 0              |
| Бразильенсе         | 0              | 0                    | 1 (2014)  | 0              |
| Сантос (Макапа)     | 0              | 0                    | 1 (2017)  | 0              |
| Гояс                | 0              | 0                    | 1 (2019)  | 0              |
| Апаресиденсе        | 0              | 0                    | 0         | 1 (2016)       |
| Рондониенсе         | 0              | 0                    | 0         | 1 (2017)       |
| Манаус              | 0              | 0                    | 0         | 1 (2018)       |

### По штатам
| Штат              | Победы | 2-е место | 3-е место | 4-е место |
| ----------------- | ------ | --------- | --------- | --------- |
| Мату-Гросу        | 3      | 0         | 1         | 1         |
| Пара              | 2      | 4         | 2         | 2         |
| Федеральный округ | 1      | 1         | 1         | 0         |
| Эспириту-Санту    | 0      | 1         | 0         | 0         |
| Гояс              | 0      | 0         | 1         | 1         |
| Амапа             | 0      | 0         | 1         | 0         |
| Рондония          | 0      | 0         | 0         | 1         |
| Амазонас          | 0      | 0         | 0         | 1         |